# Predești (okręg Prahova)
Predești – wieś w Rumunii, w okręgu Prahova, w gminie Tinosu. W 2011 roku liczyła 657 mieszkańców.